# ブロワ条約 (1499年)

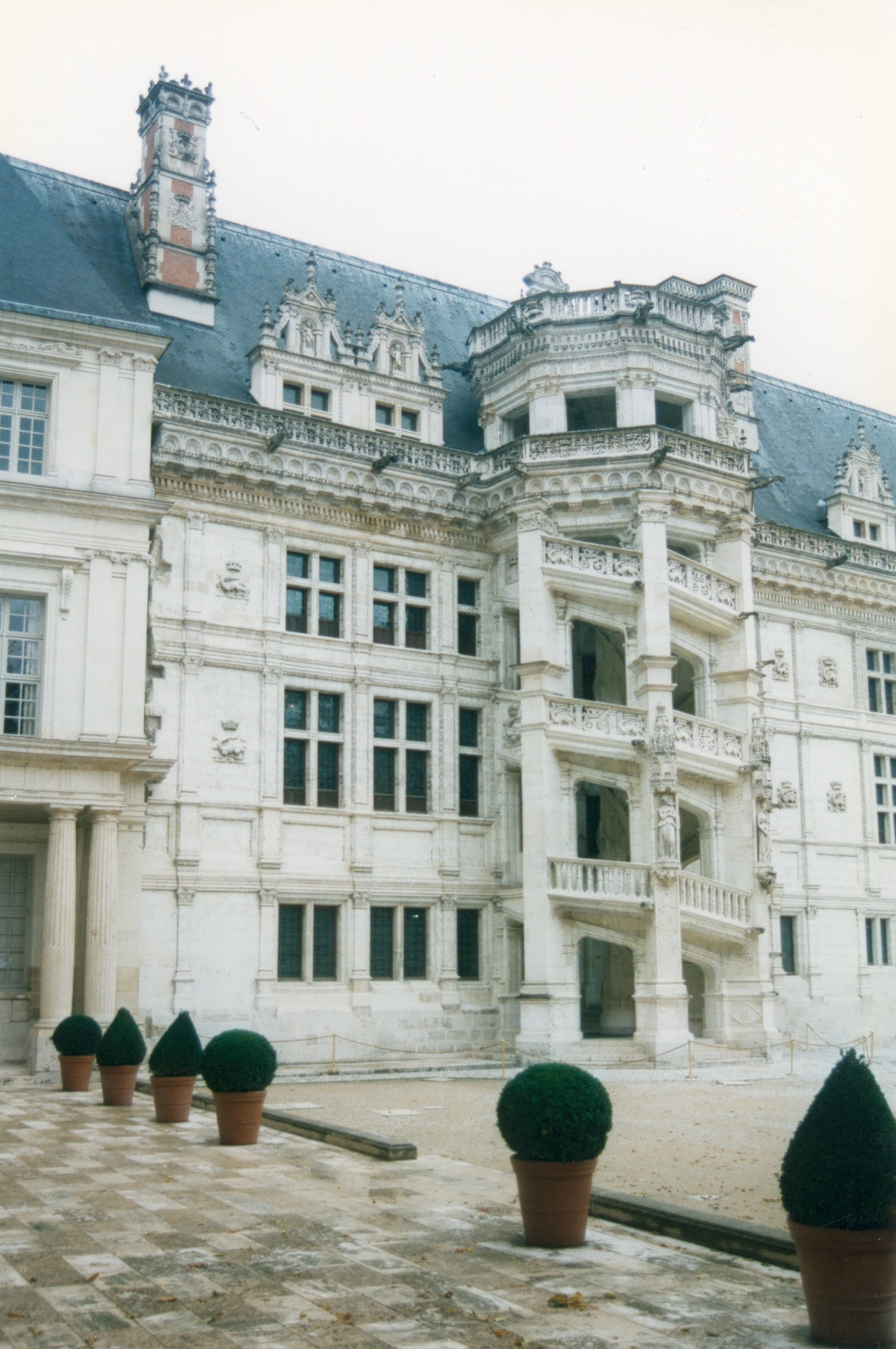
条約が締結されたブロワ城。

ブロワ条約（ブロワじょうやく、フランス語: Traité de Blois、イタリア語: Trattato di Blois）は、1499年4月15日に締結された、ドージェ・アゴスティーノ・バルバリーゴの治下にあるヴェネツィア共和国とルイ12世の治下にあるフランス王国の間の条約。両国は第二次イタリア戦争において共闘してミラノ公国に侵攻することに同意した。

## 背景
フランス王ルイ12世は1498年に即位した後、先代のシャルル8世が第一次イタリア戦争で行ったのと同じくミラノ公国を請求した。ルイ12世のミラノ公位請求の根拠は父方の祖母ヴァランティーヌ・ヴィスコンティがミラノ公ジャン・ガレアッツォ・ヴィスコンティの娘にあたることにあった。ヴァランティーヌの異母弟フィリッポ・マリーア・ヴィスコンティが1447年に死去すると、黄金のアンブロシアーナ共和国の時期を経て、ルイ12世の父シャルル・ドルレアンは公位の継承権を行使しようとしたが、ミラノ公位はフィリッポ・マリーアの庶出の娘ビアンカ・マリーア・ヴィスコンティと結婚したフランチェスコ・スフォルツァに奪われた。これにより公国はスフォルツァ家のものとなり、15世紀の終わりにはルドヴィーコ・スフォルツァがミラノ公となった。
軍事侵攻でミラノを奪取するつもりだったルイ12世はヴェネツィア共和国との同盟を選択した。ヴェネツィア共和国はフィレンツェ共和国に対抗しピサを守ったルドヴィーコを嫌っていた。

## 条約
条約により、フランスとヴェネツィアが軍事協力してミラノ公国に侵攻、ルドヴィーコ・スフォルツァを廃位することが定められた。ヴェネツィアはフランスに援軍を派遣する代わりに、ミラノ領のクレモナとジェーラ・ダッダをアッダ川から40ファゾム以内の領地を除いて獲得する。条約は戦争の勃発まで秘密条約とされた。